# Abs
Abs (arab. عبس) – miasto w Jemenie, w muhafazie Hadżdża. W 2004 roku liczyło 15 568 mieszkańców. W mieście znajduje się port lotniczy Abs.